# 三根村 (東京都)
三根村（みつねむら）とは、東京都八丈支庁管内にかつて存在した村である。現在の八丈町三根。底土港を擁し、海路での八丈島の玄関口となっている。

## 地理
- 現在の八丈町の北部に位置する。
- 村は太平洋に面している。

## 歴史

### 沿革
- 1908年（明治41年）10月1日 - 八丈島への島嶼町村制の施行に伴い発足。
- 1940年（昭和15年）4月1日 - 伊豆諸島の島嶼町村制が普通町村制に移行。
- 1954年（昭和29年）10月1日 - 樫立村、中之郷村、末吉村、鳥打村との合併により八丈村が発足。同日三根村廃止。

変遷表
| 1868年 以前 | 1868年 以前 | 明治41年 10月1日 | 昭和29年 10月1日 | 昭和30年 4月1日 | 現在   |
| ----------- | ----------- | ---------------- | ---------------- | --------------- | ------ |
|             | 三根村      | 三根村           | 八丈村           | 町制            | 八丈町 |

## 人口
総数 [単位： 人]
| 1877年（明治10年） | 2,142 |

## 交通

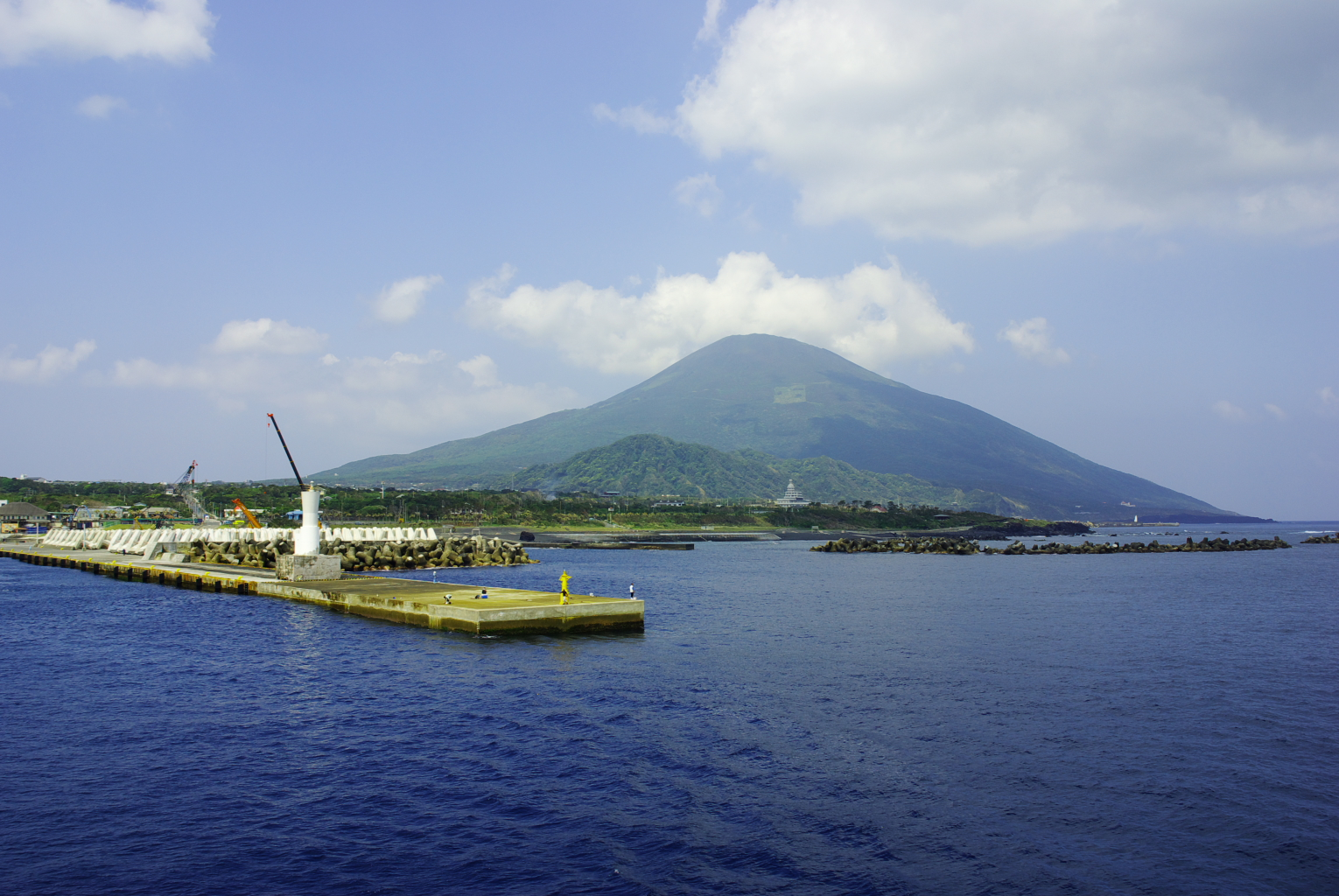
底土港と八丈富士（西山）

### 海上航路
- 東海汽船

### 港湾
- 底土港